# Morro do Macaco
Morro do Macaco é uma região periférica na Zona Oeste de São Paulo formada pelo crescimento populacional na região metropolitana, notório por influencias artísticas na música, fotografia, grafite e outras artes urbanas.  

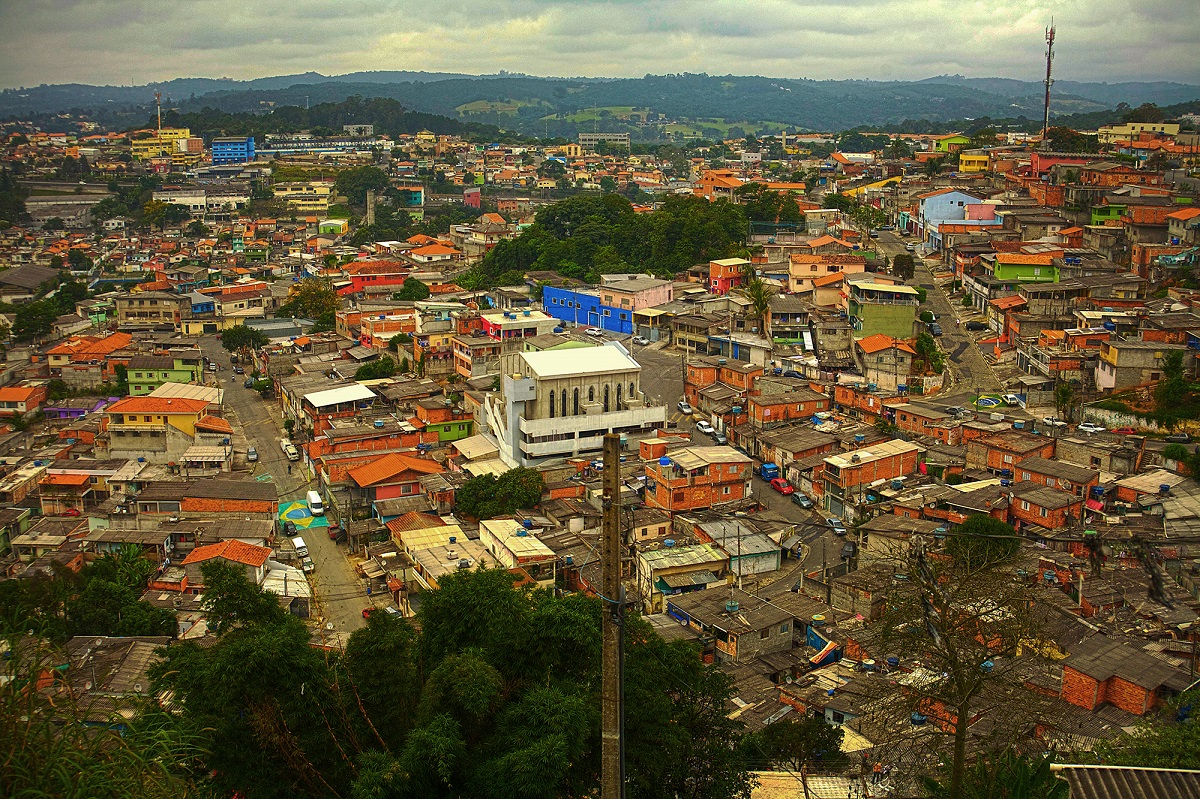
Parte da vista do Morro do Macaco em Cotia